# 里昂国立应用科学学院
里昂国立应用科学学院（Institut National des Sciences Appliquées de Lyon，INSA Lyon）位于法国里昂市，法国著名的高等教育和研究机构，是一所法国顶尖的精英工程师学院，法国著名公立大学—里昂大学所属学院之一，成立于1957年。

## 历史
该校以高质量的工程师培养及科研水平在法国和国际上具有极高的知名度，被誉为“工程师院校的典范”。集中在机械、材料、土木工程、生物、信息与电子等六大工程科学领域。INSA Lyon秉承法兰西精英教育“小规模但高水准”的传统，为法国及世界培养了大批高素质的工程师及科研人员。INSA Lyon 凭借其优秀的工程师培养、丰富的教育和科研经费、高效的科研成果和转化，连续多年位列全法工程师学院前五甲。世界排名：2015 QS世界大学排名全球387位，其中在工程领域：全球101-150。
里昂国立应用科学学院（INSA Lyon）是法国高等教育和科研部直属的工程师学院，主要以五年制工程师教育以及科学研究为主。共有10个理工类院系，拥有5000余名在读工程师学生。提供五年的高水准工程师教育，特点是竞争淘汰率很高。学生毕业获得法国高教部授予的工程师文凭。前两年（第一轮）侧重于科技方面的基础课和综合课培养。只有成功完成第一轮的学生，才能进入后三年（第二轮），课程考核及实践成绩合格者，才能最终获得法国工程师文凭，学生可选择性参加Master课程，通过者可同时被授予新制硕士学位。毕业生们可以继续攻读博士学位。
INSA Lyon 注重培养学生的创造性和在实际工作中的运用操作能力。因此，毕业生能适应多种领域，如项目管理，项目研究与开发，质量控制与管理等。另一方面，INSA 的毕业生既具有坚实的知识基础又拥有国际化背景经验，在企业界受到高度评价，享有极好声誉，并多次被《新经济学家》（NOUVEL ECONOMISTE）评选为法国十大工程师学院之一。毕业学生有很广阔的就业前景，被众多企业赏识，他们职业生涯通常都会很成功。这不仅仅归功于高水准的科技教育，也包括他们珍贵的国外实习经历。
在 INSA Lyon学习，可充分享受浓厚的科学氛围和先进的教学设备，经验丰富的教师采用适合于具有多元文化的学生群体的教学方法，在学习期间，所有学生按要求在法国或其他国家参加六至九个月的工程师实习，并在第五年完成毕业论文。

## 专业设置
主要在9个工程系、12个专业方向培养高质量的五年制工程师：
- 生命科学（Biosciences）
- 土木工程（Génie Civil et Urbanisme）
- 电气工程（Génie Electrique）
- 能源及环境工程（Génie Energétique et Environnement）
- 机械工程（Génie Mécanique）
- 工业工程（Génie Industriel）
- 信息工程（Informatique）
- 材料科学与工程（Science et Génie des Matériaux）
- 通信工程（Télécommunications, Services et Usages）

## 博士生院
博士生主要注册在里昂大学的8个博士生院，博士课题在指定博士生院以及实验室完成，博士生毕业时须完成论文及通过答辩，经博士生院批准后，授予里昂大学博士学位（Doctorat de l'Université de Lyon），为法国国家博士文凭（Diplôme National de Doctorat）。
- 化学博士生院

- 电子、电气及自动化博士生院

- 材料学博士生院

- 机械、工程科学、土木工程及声学博士生院

- 信息科学与数学博士生院

- 生物进化、生态系统、微生物及模拟博士生院

- 卫生与交叉科学博士生院

- 社会和政治学博士生院

## 科学研究
INSA Lyon具有高水平的科学研究和技术应用的开发能力，与企业界合作甚密，拥有720余名博士及博士后人员，科研经费丰富。共有21个实验室，其中大部分实验室为法国国家科研中心（CNRS）、国家计算机与自动化技术研究院（INRIA）、国家农学研究院（INRA）、国家健康与医学研究院（INSERM）、法国交通和安全研究院（INRETS）的联合研究单位。
5个科研点
- 环境及能源
- 信息科学及技术
- 机械
- 材料
- 生命科学

## 荣誉
- 2015 QS世界大学排行榜（QS World University Rankings）全球第387位，其中工程领域：全球101-150
- 2013年 全法工程师学院第三. L'USINE NOUVELLE（新工厂）杂志
- 2005年法国五年制工程师学院校第一（最佳教育质量）. Le Point杂志
- 2005年全法工程师学院第九新经济家杂志
- 2004年全法大学研究实力排名第二工业技术杂志